# Spicchio

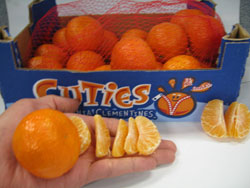
Spicchi di mandarino.

Lo spicchio è il termine usato in botanica per designare le singole parti interne degli agrumi e dell'aglio.
Per estensione, il termine è passato ad indicare anche le parti uguali in cui è diviso un oggetto tridimensionale sferico. Più precisamente, si usa per le mongolfiere, i paracadute, i palloni.
La sfera terrestre è divisa in spicchi dai meridiani.